# Nikodem (Milaš)
Nikodem, imię świeckie Nikola Milaš (ur. 1845, zm. 1915) – biskup w Serbskim Kościele Prawosławnym w Dalmacji (dzisiejsza Chorwacja). Był jednym z najlepszych serbskich ekspertów od prawa kanonicznego.